# Суша (крепость)
Суша — русская крепость (в некоторых источниках — замок), существовавшая в XVI веке на полуострове, образованном протоками между озёрами Теменица и Островки (вместе составляющими озеро Суша), вблизи деревни Суша Лепельского района Витебской области Беларуси. Также известна под названием Копьё

## История
Сооружена в 1567 году во время Ливонской войны по приказу Ивана Грозного как порубежная крепость. Сведения, сохранившиеся в российских летописях, под 7075 (1567) годом сообщают: «Того же лета поставиша два города в Полотчине, Сокол и Улу, а третий почаша делать на озере именем Копье, и которые люди Московские присланы на блюдение деловцов, кн. Петр Серебряных да кн. Василий Дмитриевич Палецкого и Литовские люди пригнав изгоном, на зори, да многих прибыли и кн. Василия Полецких убили, а кн. Петр Серебряных убег в Полоцко». «Тем не менее государьским промыслом осмотрел того места и город ставил воевода князь Юрьи Иванович Токманов, пришед на то место безвестно и сел на острове со всеми людьми и народ и лес городовой и запасы свои перепроводили на остров; и город поставил вскоре городовыми людьми, которым тут годовати и посошными людми, и по государскому приказу город укрепил».
Разрядные книги сохранили имена воевод крепости: князь Михаил Лыков, Василий Андреевич Квашнин, Михаил Борисович Чеглоков, князь Иван Самсонович Туренин, Петр Федорович Колычев, стрелецкий голова Алексей Непейцын.
В 1579 году во время похода Батория на Полоцк Суша была обойдена его войсками и оставлена в тылу, поскольку по их расчёту не представляла угрозы. Однако в ходе осады Полоцка гарнизон Суши совершал отважные вылазки. Так, был атакован и сожжён литовский лагерь под Красным. В дальнейшем отряды из Суши нападали на литовские обозы, шедшие из Вильно к Полоцку. Однако после падения Полоцка крепость была без боя сдана войскам Стефана Батория в обмен на свободный уход гарнизона. Победителям в качестве трофеев достались: 16 больших пушек, 136 гаковниц, 60 ручниц, 100 бочек пороха, 4822 ядра и множество различных запасов и амуниции. Стефан Баторий приказал разрушить крепость, которая в дальнейшем уже не восстанавливалась.

## Каменный крест
В конце XIX века в 5 верстах от места расположения крепости, близь пересечения дорог из Уллы в Сушу и большой купеческой дороги из Чашников в Полоцк, недалеко от деревни Сокорово, в 50 шагах от озера Поло, находился каменный крест, свидетельствующий о событиях, происходивших здесь в середине XVI века. Согласно сведениям, сообщенным исследователями, крест, сделанный из гранита, был высотою в 1 аршин 12 вершков, при ширине в 1 аршин 4 вершка.
На кресте была вырезана славянскими буквами следующая надпись: «АФѮѲ ту пло оу поле С жвнръ во хръту поствил по битв по за рн...». По мнению историков, крест является надгробным памятником, поставленном на могиле павших воинов, надпись на котором следует читать так: «В 1569 году тут пало в поле 200 жовнёр (воинов). Во Христе поставил после битвы…». Имя поставившего этот христианский памятник сгладилось от времени.